# Стюарт (Небраска)
Стюарт (англ. Stuart) — селище (англ. village) в США, в окрузі Голт штату Небраска. Населення — 486 осіб (2020).

## Географія
Стюарт розташований за координатами 42°36′4″ пн. ш. 99°8′26″ зх. д. / 42.60111° пн. ш. 99.14056° зх. д. (42.601069, -99.140632).  За даними Бюро перепису населення США в 2010 році селище мало площу 3,46 км², уся площа — суходіл.

## Демографія
Згідно з переписом 2010 року, у селищі мешкало 590 осіб у 238 домогосподарствах у складі 146 родин. Густота населення становила 170 осіб/км².  Було 267 помешкань (77/км²).
Расовий склад населення:
| - 99,0 % — білих - 0,2 % — чорних або афроамериканців - 0,2 % — азіатів |

До двох чи більше рас належало 0,7 %. Частка іспаномовних становила 0,7 % від усіх жителів.
За віковим діапазоном населення розподілялося таким чином: 22,9 % — особи молодші 18 років, 50,3 % — особи у віці 18—64 років, 26,8 % — особи у віці 65 років та старші. Медіана віку мешканця становила 47,0 року. На 100 осіб жіночої статі у селищі припадало 96,0 чоловіків;  на 100 жінок у віці від 18 років та старших — 93,6 чоловіків також старших 18 років.
Середній дохід на одне домашнє господарство  становив 53 003 долари США (медіана — 53 516), а середній дохід на одну сім'ю — 66 956 доларів (медіана — 72 083). Медіана доходів становила 37 083 долари для чоловіків та 25 250 доларів для жінок. За межею бідності перебувало 14,8 % осіб, у тому числі 23,9 % дітей у віці до 18 років та 12,4 % осіб у віці 65 років та старших.
Цивільне працевлаштоване населення становило 320 осіб. Основні галузі зайнятості: освіта, охорона здоров'я та соціальна допомога — 16,3 %, сільське господарство, лісництво, риболовля — 15,3 %, будівництво — 12,8 %, роздрібна торгівля — 12,2 %.